# Peruphasma flavomaculatum
Peruphasma flavomaculatum is een insect uit de orde Phasmatodea en de familie Pseudophasmatidae. De wetenschappelijke naam van deze soort is voor het eerst geldig gepubliceerd in 1843 door Blanchard.